# Bồ nông nâu

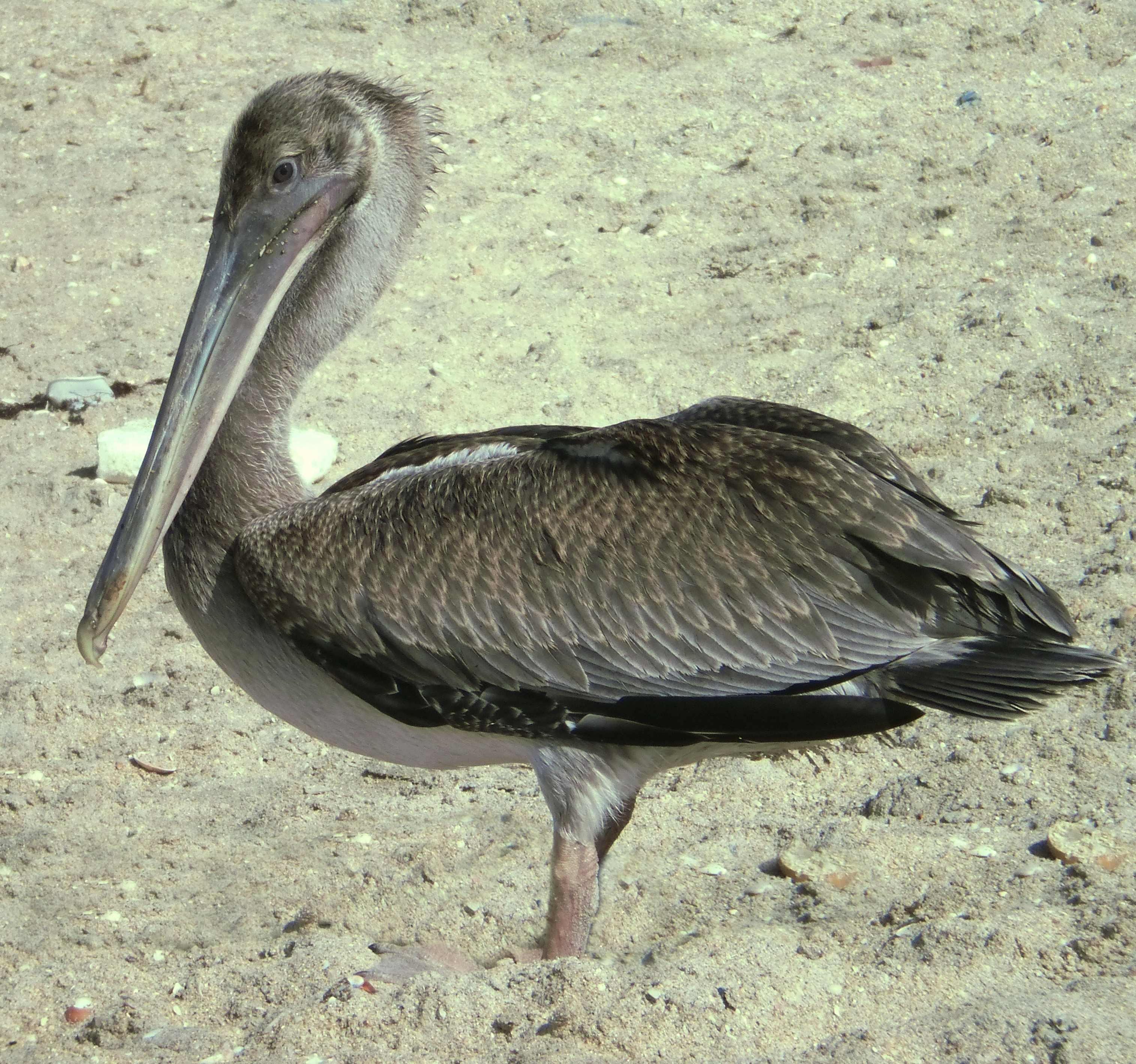
Bồ nông nâu ở Venezuela

Bồ nông nâu (danh pháp hai phần: Pelecanus occidentalis) là một loài bồ nông phân bố ở châu Mỹ. Đây là một trong những loài chim nổi tiếng và nổi bật nhất được tìm thấy ở các vùng ven biển của miền nam và miền tây Hoa Kỳ. Đây là một trong những 3 loài bồ nông được tìm thấy ở Tây bán cầu. Bồ nông nâu là một trong hai loài bồ nông săn mồi bằng cách lặn xuống nước.

## Mô tả
Bồ nông nâu là loài nhỏ nhất trong số tám loài bồ nông, mặc dù nó là một loài chim lớn ở gần như về mọi mặt khác. Nó dài 106–137 cm, nặng từ 2,75 đến 5,5 kg (6.1 Để 12 lb) và có sải cánh từ 1,83 đến 2,5 m. Trong hầu hết các phạm vi của nó, bồ nông nâu là một con chim không thể nhầm lẫn. Giống như tất cả những con bồ nông, loài này có một cái mỏ rất lớn, dài 28 đến 34,8 cm (11 đến 13,7), với một túi cổ họng ở phía dưới để thoát nước khi nó xúc con mồi. Đầu có màu trắng nhưng thường có một lớp tráng hơi vàng ở chim trưởng thành. Mỏ nhìn chung có màu xám trong hầu hết các con chim, con chim trong mùa sinh sản trở nên đỏ trên mặt dưới của cổ họng.
Lưng, mông và đuôi sọc màu xám và màu nâu sẫm, đôi khi có màu gỉ. Trong bồ nông trưởng thành, ngực và bụng nâu đen và chân và bàn chân có màu đen. Chim chưa thành niên là tương tự nhưng có một cổ màu nâu xám và phần dưới màu trắng. Con chim bồ nông này được dễ dàng phân biệt với bồ nông trắng Mỹ bởi bộ lông màu trắng của nó không, kích thước nhỏ hơn và thói quen của nó là lao xuống nước khi đang bay để lặn bắt cá, như trái ngược với đánh bắt cá hợp tác từ bề mặt. Bồ nông Peru, trước đây được coi là một phân loài của bồ nông nâu, hiện nay được coi là một loài riêng biệt. Nó có bộ lông rất giống với loài bồ nông nâu, nhưng nó đáng chú ý là lớn hơn. Các bồ nông nâu và Peru có thể có phạm vi phân bố chồng lấn lên nhau trong một số khu vực dọc theo bờ biển Thái Bình Dương của Nam Mỹ.